# Oddělen
Oddělen (v anglickém originále Detachment) je americké psychologické drama, které v roce 2011 natočil režisér Tony Kaye. Odehrává se na střední škole, kam mezi nezvladatelné žáky přišel nový učitel Henry Barthes (Adrien Brody). V dalších rolích se zde představili například Marcia Gay Harden, Christina Hendricks, William Petersen či režisérova dcera Betty Kaye. Film měl premiéru 25. dubna 2011 na filmovém festivalu Tribeca a později získal ocenění na různých festivalech po celém světě.

## Obsazení
| Adrien Brody        | Henry Barthes    |
| Marcia Gay Harden   | Carol Dearden    |
| Christina Hendricks | Sarah Madison    |
| William Petersen    | Sarge Kepler     |
| Bryan Cranston      | Dearden          |
| Tim Blake Nelson    | Wiatt            |
| Betty Kaye          | Meredith         |
| Sami Gayle          | Erica            |
| Lucy Liu            | Doris Parker     |
| Blythe Danner       | Perkins          |
| James Caan          | Charles Seaboldt |
| Louis Zorich        | Grampa           |
| Isiah Whitlock, Jr. | Mathias          |
| Brennan Brown       | Greg Raymond     |
| Renée Felice Smith  | Missy            |